# Lutjanus gibbus
Lutjanus gibbus là một loài cá thuộc chi Lutjanus trong họ Lutjanidae. Con đực trưởng thành dài 50 cm
Nó được tìm thấy từ Biển Đỏ và Đông Phi đảo Society, quần đảo Line, miền nam Nhật Bản và Úc.

## Hình ảnh

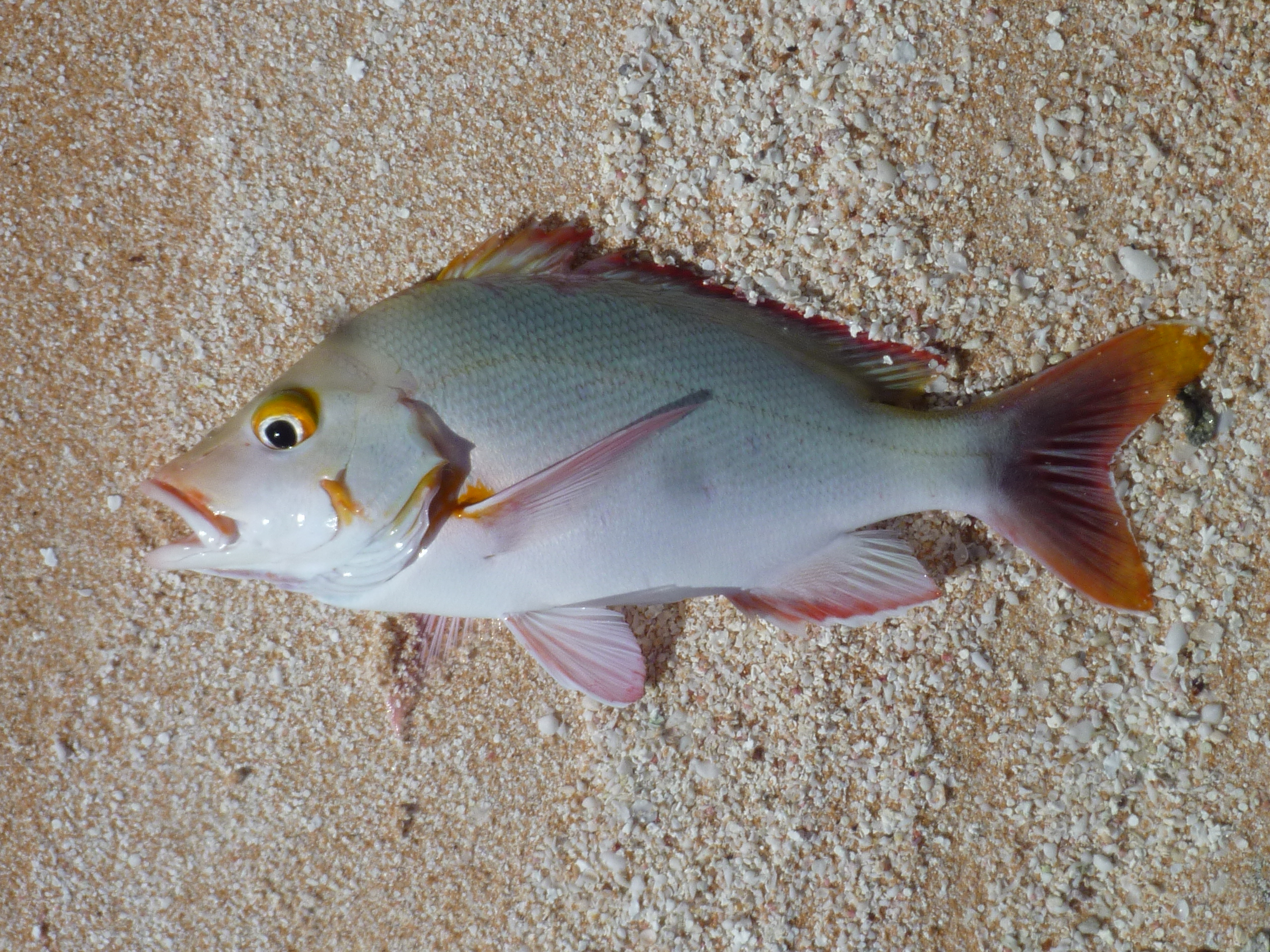
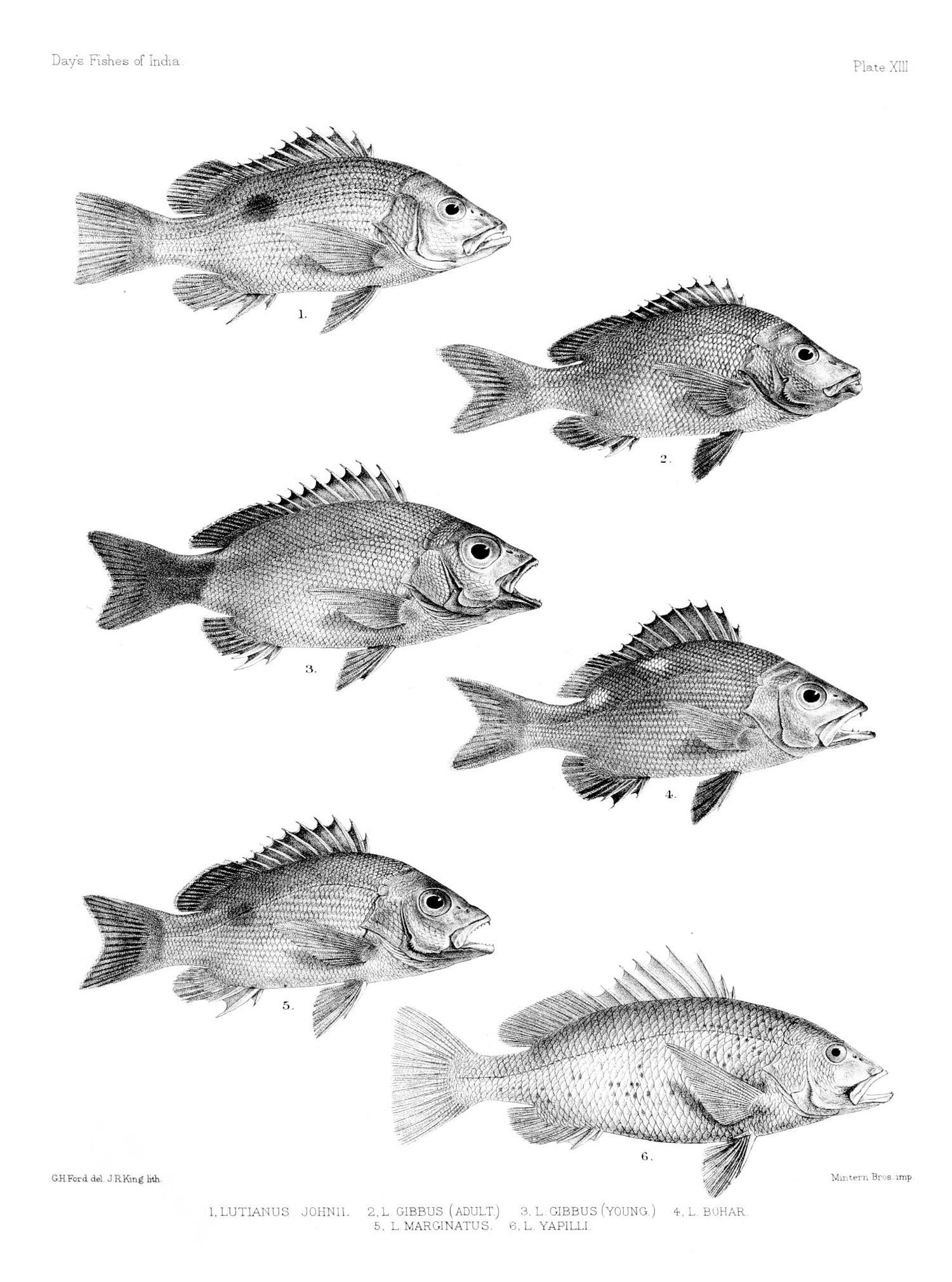
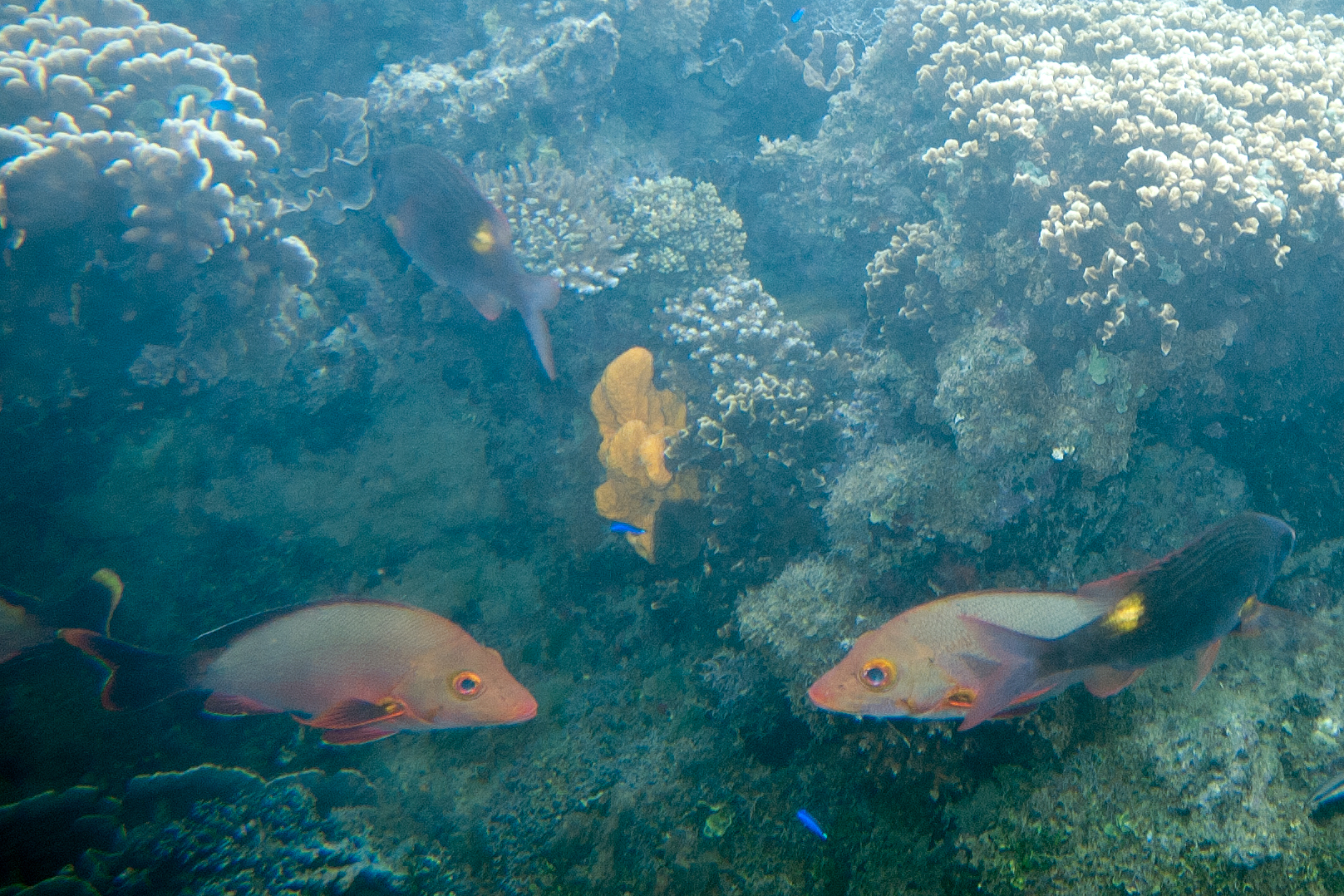
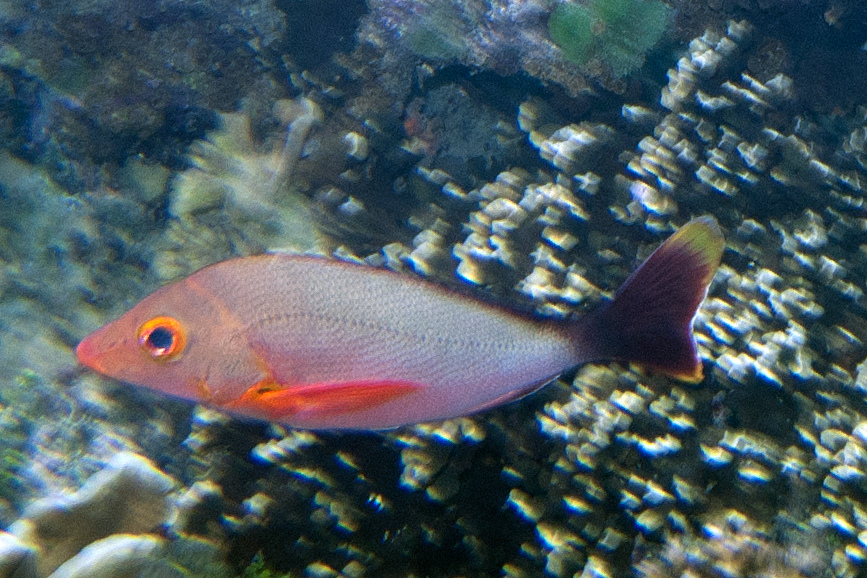